# No Man's Land (téléfilm, 1984)
Pour les articles homonymes, voir No man's land.
Pour plus de détails, voir Fiche technique et Distribution.
No Man's Land est un téléfilm américain réalisé par Rod Holcomb, diffusé le 27 mai 1984 sur le réseau NBC.

## Distribution
- Marc Alaimo : Clay Allison
- Wil Albert : Wilmot
- Donna Dixon : Sarah Wilder